# Glaphyropterites
Glaphyropterites là một chi bọ cánh cứng trong họ 
Elateridae.
Chi này được miêu tả khoa học năm 1852 bởi Heer.

## Các loài
Chi này có các loài:
- Glaphyropterites depressus (Heer, 1852)